# التهاب القرنية والملتحمة الجاف
التهاب القرنية والملتحمة الجاف (بالإنجليزية: Keratoconjunctivitis sicca ومختصرها:(KCS))، ويسمى أيضا التهاب القرنية الجاف أو جفاف الملتحمة  أو متلازمة العين الجافة (DES)  هو مرض في العين ناجم عن جفاف العين والذي حصل بدوره إما من انخفاض إنتاجية الدموع أو زيادة التبخر من أغشية الدموع. وقد تبين وجود المرض في البشر وبعض الحيوانات. إن عبارة «التهاب القرنية والملتحمة الجاف» عبارة لاتينية، وترجمتها الحرفية هي «الالتهاب الجاف في القرنية والملتحمة».

## الأعراض
الأعراض النموذجية لالتهاب القرنية والملتحمة الجاف هي الجفاف والحرق  وتهيج العين الرملي الخشن والذي يزداد سوءا بمرور الوقت أثناء اليوم  الأعراض يمكن وصفها أيضا بأنها الحكة  أو الخشونة  أو الهزل أو التعب  في العينين. الأعراض الأخرى هي الألم  والاحمرار  والإحساس بالانتزاع  والضغط وراء العين. وقد يكون هناك شعور بأن شيئا ما  مثل ذرة من التراب  في العين. الأضرار المترتبة على سطح العين يزيد من الإحساس بعدم الراحة ويزيد من الحساسية للضوء الساطع. كلتا العينين عادة تتأثران.
قد يكون هناك أيضا تفريغ لزج من العينين. على الرغم من أنه قد يبدو غريبا، إلا أن جفاف العين قد يسبب العيون المائية. وهذا يمكن أن يحدث لأن العيون ضيقة. قد يتعرض احدهم للتمزق المفرط بنفس الطريقة التي تحصل إذا دخل شيء في العين. هذه الدموع اللا إرادية لن تجعل العينين تشعر بتحسن بالضرورة. وهذا لأنها من النوع المائي التي يتم إنتاجها استجابة لتهيج أو إصابة أو انفعال. لذا ليس لديهم صفات التزييت اللازمة لمنع جفاف العين.
لأن الرمش (طرف العين) يغطي العين بالدموع  فان الأعراض تتفاقم بسبب الأنشطة التي تخفض معدل الرمش اللازم الناجم عن استخدام العيون لفترات طويلة. وتشمل هذه الأنشطة فترات القراءة الطويلة  أو استخدام الكمبيوتر  أو القيادة  أو مشاهدة التلفزيون. تزداد الأعراض في المناطق العاصفة  أو المغبرة  أو الدخانية (بما في ذلك دخان السجائر )،  في البيئات الجافة، والارتفاعات العالية بما في ذلك الطائرات  وفي الأيام منخفضة الرطوبة  وفي المناطق التي تستخدم فيها أجهزة تكييف الهواء (خاصة في سيارة ) أو المروحة  أو جهاز التدفئة  أو حتى مجفف الشعر الذي يتم استخدامه. وتنخفض الأعراض أثناء الجو البارد والمطير والطقس الضبابي أو في الأماكن الرطبة مثل في الحمام.
معظم الناس الذين اختبروا جفاف العينين معتدل التهيج لم يعانوا أي تأثيرات على المدى الطويل. ومع ذلك إذا تركت الحالة بدون علاج أو أصبحت شديدة فيمكن أن تنتج مضاعفات ممكن أن تسبب تلفا في العين  مما ينتج ضعف البصر أو (نادرا ) فقدان البصر.
تقييم الأعراض يعد عنصرا رئيسيا في تشخيص العين الجافة—إلى حد أن الكثيرين يعتقدون أن متلازمة العين الجافة تكون مرض العرض المستند. وقد وضعت العديد من الاستبيانات لتحديد درجة من شأنها أن تسمح بتشخيص العين الجافة. وغالبا ما يستخدم استبيان مك مونيس للعين الجافة في الدراسات السريرية لجفاف العين. فيه 14 سؤالا، ينتج في نقاط من0 حتي 45. الدرجات أعلاه 14,5 تتسق مع جفاف العين.

## الفيزيولوجيا المرضية
وجود العيون الجافة لبعض الوقت يمكن أن يؤدي إلى حدوث كدمات صغيرة على سطح العين. وفي الحالات المتقدمة تخضع الظهارة لتغيرات مرضية وهي الحؤول الصدفية وفقدان الخلايا الكأسية. بعض الحالات الشديدة تنتج سماكة في سطح القرنية  وتآكل القرنية  واعتلال القرنية النقطي  والعيوب الظهارية  وتقرح القرنية (المعقمة والمصابة)  واتساع الأوعية الدموية بالقرنية  وتندب القرنية  وترقق القرنية  وحتى انثقاب القرنية.

## الأسباب

### قصور إنتاج الدموع
يكون التهاب القرنية والملتحمة الجاف عادة نتيجة لعدم كفاية إنتاج الدموع. تتأثر طبقة الدموع المائية نتيجة لنقص الدموع المائية (ATD) أو نقص الإفراز الدمعي. حيث أن الغدة الدمعية لا تنتج ما يكفي من الدموع للحفاظ على الملتحمة والقرنية بأكملهما مغطاتان بطبقة كاملة من الدموع. وهذا يحدث عادة عند الأشخاص الذين يتمتعون بصحة جيدة. ويرتبط نقص إنتاج الدموع مع زيادة السن  وهذا هو النوع الأكثر شيوعا عند النساء بعد سن اليأس.
وتشمل الأسباب المجهولة السبب، انعدام الدمع الخلقي وجفاف الملتحمة واستئصال الغدة الدمعية وبتر العصب الحسي. في بعض الحالات النادرة قد يكون من أعراض أمراض الكولاجين الوعائية، بما في ذلك الداء الرثياني  والورم الحبيبي فاغنر والذئبة الحمامية.متلازمة شوغرن  وأمراض المناعة الذاتية (الانضدادية) المرتبطة بمتلازمة شوغرن هي أيضا حالات مرتبطة بنقص الدموع المائية. المخدرات مثل يسوتريتينوين  والمسكنات  ومدرات البول ومضادات الاكتئاب ثلاثية الحلقات  وخافضات ضغط الدم  ووسائل منع الحمل الفموية ومضادات الهيستامين  ومزيل الاحتقان الأنفي ومثبطات بيتا  والفينوثيازين  والأتروبين والمواد الأفيونية المخففة للألم مثل المورفين، كل هذه المواد يمكن أن تسبب أو تفاقم هذه الحالة. الترشح الذي يحصل من الغدد الدمعية بواسطة داء الغرناوية (الساركويد) أو الأورام أو التليف بعد الإشعاع في الغدد الدمعية يمكن ان يسبب أيضا هذه الحالة.

### التركيبة غير الطبيعية للدموع
ويمكن أيضا أن تتسبب التركيبة غير الطبيعية للدموع بالتهاب القرنية والملتحمة الجاف وتنتج هذه التركيبة غير الطبيعية للدموع من التبخر السريع  أو التدمير المبكر للدموع. عندما تحدث هذه الحالة نتيجة التبخر السريع، فإنها تسمى جفاف العين التبخري. وفي هذه الحالة وعلى الرغم من أن الغدة الدمعية تنتج مقدار كاف من الدموع إلا أن معدل تبخر الدموع سريع جدا. وهناك فقدان للماء من الدموع التي تنتج في الدموع «المالحة» أو المتوترة. وكنتيجة، لا يمكن للملتحمة والقرنية بأكملهما أن تبقيان مغطيتان بطبقة كاملة من الدموع أثناء أنشطة معينة أو في بيئات معينة.

### أسباب إضافية
الشيخوخة هي واحدة من الأسباب الأكثر شيوعا لجفاف العيون ، وهذا بسبب انخفاض إنتاج الدموع مع تقدم العمر. ويمكن أن يكون سببها الحروق الحرارية أو الكيميائية أو في (حالات وبائية (بواسطة الفيروسات الغدانية. وقد وجدت عدد من الدراسات أن مرضى السكري معرضون لخطر متزايد للإصابة بالمرض. 
يشتكي حوالي نصف الناس الذين يرتدون العدسات اللاصقة من جفاف العين. هناك نوعان من الصلات المحتملة بين استخدام العدسات والعين الجافة. بشكل تقليدي، كان يعتقد أن العدسات اللاصقة اللينة، التي تطفو على غشاء الدموع الذي يغطي القرنية بأكملها، تمتص الدموع في العيون. ومع ذلك، من المعروف حاليا أن استخدام العدسات يتلف حساسية عصب القرنية، وقد يؤدي فيما بعد إلى انخفاض إنتاج الدموع في الغدة الدمعية والعين الجافة. تأثير العدسات على حساسية عصب القرنية من الأمور الثابتة للعدسات القاسية كما هي للعدسات الينة والصلبة القابلة للاختراق من الغاز . العلاقة بين هذه الخسارة في حساسية العصب وإنتاج الدموع في الغدة الدمعية هو موضوع البحث الحالي. .
تحدث العيون الجافة أيضا أو تزداد سوءا بعد جراحة الليزك وعمليات العيوب الانكسارية الأخرى، والتي يتم بها قص الأعصاب بالقرنية خلال إنتاج القرنية السميكة. إن أعصاب القرنية تحفز إفراز الدموع. العيون الجافة الناجمة عن هذه الإجراءات عادة ما تحل بعد عدة أشهر، ولكن يمكن أن تكون حالة دائمة. الأشخاص الذين يفكرون بإجراء عملية جراحية للعيوب الانكسارية ينبغي أن يأخذوا هذا بعين الاعتبار.
الإصابة في العين أو مشكلة أخرى في العين أو الجفون، مثل انتفاخ العيون أو تدلي الجفون يمكن أن تسبب التهاب القرنية والملتحمة الجاف. الاضطرابات في الجفن يمكن أن يضعف حركة الرمش المعقدة اللازمة لنشر الدموع.
التشوهات في طبقة دهون الدموع التي يسببها التهاب الجفن ومرض الوردية، والتشوهات في طبقة الدموع الموسينية التي يسببها نقص فيتامين أ والتراخوما (الحَثَر أو الرَمَد الحُبَيْبي) والتهاب القرنية والملتحمة الجاف الخناقي والاضطرابات المخاطية الجلدية وبعض الأدوية الموضعية هي أسباب لالتهاب القرنية والملتحمة الجاف.
الأشخاص الذين يعانون من التهاب القرنية والملتحمة الجاف لديهم مستويات مرتفعة من مورثة نمو العصب الدمعي (NGF)  ومن الممكن أن تلعب مورثة نمو عصب سطح العين دورا هاما في التهاب السطح العيني المرتبط بجفاف العين.
يمكن تشخيص العيون الجافة عادة من الأعراض وحدها. ويمكن أيضا للاختبارات تحديد كل من كمية ونوعية الدموع. يمكن إجراء فحص المصباح الشقي لتشخيص جفاف العين ومن أجل توثيق أي ضرر في العين.
يمكن لاختبار شيرمر قياس كمية ماء الرطوبة في العين. لذا فإن هذا الاختبار مفيد لتحديد شدة الحالة. يتم إجراء اختبار شيرمر خمس-دقائق مع وبدون استخدام التخدير مع استخدام واتمان# 41 وهو ورق الترشيح بعرض5 ملم وبطول35 ملم. في هذا الاختبار، تعتبر العين جافة إذا قامت بترطيب مسافة أقل من 5 ملم في ورق الترشيح مع أو من دون تخدير.
إذا كانت نتائج اختبار شيرمر غير طبيعية، يمكن إجراء اختبار شيرمر الثاني لقياس الإفراز المنعكس. في هذا الاختبار، يتم تهييج الغشاء المخاطي للأنف باستخدام قضيب من القطن المرشح، وبعدها يقاس إنتاج الدموع باستخدام ورق الترشيح واتمان # 41. في هذا الاختبار، إذا كان الترطيب اقل من 15 ملم بعد خمس دقائق يتم اعتبار الحالة غير طبيعية.
وقت تفكك الدموع (TBUT) هو اختبار يقيس الوقت الذي تستغرقه الدموع لتتفكك في العين. يمكن تحديد وقت تفكك الدموع بعد وضع قطرة من الفلوورسين في طريق مسدود.
اختبار تحليل دمعة البروتين يقيس الليزوزيم الوارد في الدموع. في الدموع فإن حسابات الليزوزيم حوالي 20 حتي 40 في المئة من محتوى البروتين الكلي.
اختبار تحليل اللاكتوفيرين يوفر علاقة متبادلة جيدة مع الاختبارات الأخرى.
إن وجود الجزيء Ap4A الموصوف في الآونة الأخيرة، والذي يحدث بصورة طبيعية في الدموع، هذا الجزيء يكون مرتفعا بشكل غير طبيعي في حالات مختلفة من الجفاف العيني. يمكن قياس هذا الجزيء بكل بساطة بطريقة كيميائية حيوية عن طريق أخذ عينة من الدموع في اختبار شيرمر العادي. لذا من الممكن الاستفادة من هذه التقنية في تحديد تركيزات من جزيء Ap4A في دموع المرضى وهذه الطريقة تشخص بموضوعية إذا كانت هذه العينات مؤشرا على جفاف العين.

## العلاج
ويمكن اتخاذ مجموعة متنوعة من المناهج للعلاج. ويمكن تلخيصها على النحو التالي: تجنب تفاقم العوامل وتحفيز الدموع والمكملات وزيادة استبقاء الدموع وتطهير الجفون وعلاج التهاب العين.

### تدابير عامة
يمكن أن تتفاقم العيون الجافة في البيئات الدخانية ومن الغبار وتكييف الهواء وبسبب نزعتنا الطبيعية لتخفيض معدل الرمش (طرف العين) لدينا عند التركيز. الرمش عن عمد، خصوصا خلال استخدام الحاسوب وكذلك إراحة العيون المتعبة هي خطوات أساسية يمكن اتخاذها للحد من عدم الراحة. ويمكن لفرك العينين أن يهيجهما، لذلك يجب تجنبه. كثيرا ما تتواجد حالات مثل التهاب الجفن ، ولكن إيلاء اهتمام خاص لتنظيف الجفون في الصباح والليل مع الشامبوهات الخفيفة والكمادات الدافئة يمكن أن يحسن كل الحالات على حد سواء.

### الرقابة البيئية
ينبغي تجنب البيئات الجافة والمعرضة لتيارات هوائية وتلك الدخانية والمغبرة. وهذا يتضمن تجنب مجففات الشعر وسخانات المياه وأجهزة تكييف الهواء أو المراوح وخاصة عندما يتم توجيه هذه الأجهزة نحو العينين. ارتداء النظارات أو توجيه البصر نزولا، على سبيل المثال، عن طريق تخفيض شاشات الكمبيوتر يمكن أن تكون مفيدة لحماية العينين عندما لا يمكن تجنب تفاقم العوامل البيئية. استخدام مرطب للجو  خصوصا في فصل الشتاء، يمكن أن  يساعد على إضافة الرطوبة إلى الهواء الجاف في الأماكن المغلقة.

### معالجة الجفاف
للحالات الخفيفة والمتوسطة، يكون التزييت الإضافي هو الجزء الأهم من العلاج.

#### الدموع الاصطناعية
إن استخدام الدموع الاصطناعية كل عدة ساعات  يمكن أن يوفر الراحة مؤقتا.

#### مصل قطرات العين ذاتي المنشأ
لا شيء من الدموع الاصطناعية التحضيرية المتوفرة تجاريا تتضمن المكونات الضرورية للدموع مثل مورثة نمو البشرة ومورثة نمو الخلايا الكبدية وفبرونيكتين ومورثة النمو العصبي وفيتامين (أ)، وقد تبين أن لها كلها أدوارا هامة في المحافظة على السطح العيني الظهاري المحيط سليما. في حين أن مصل قطرات العين ذاتي المنشأ يحتوي على هذه المورثات الأساسية. ومع ذلك، هناك بعض الجدل حول فاعلية هذا العلاج. وقد أظهرت دراسة واحدة على الأقل (ببمد: 18813071) أن هذه الطريقة فعالة أكثر من استخدام الدموع الاصطناعية في دراسة السيطرة العشوائية.

#### خيارات إضافية
يمكن استخدام مراهم تزييت الدموع خلال فترة النهار، لكنها تستخدم عموما في وقت النوم بسبب ضعف الرؤية بعد استخدامها. وهي تحتوي على الفازلين الأبيض والزيت المعدني ومواد تزييت مماثلة. وهي بمثابة مواد تزييت ومرطبات. ويتطلب استخدامها سحب الجفن للأسفل واستخدام كمية صغيرة (0.25) في الداخل. بالاعتماد على مدى خطورة الوضع، يجوز استخدام المرهم كل ساعة حتى قبل النوم. ويجب ألا يستخدم مع العدسات اللاصقة. النظارات المصممة بشكل خاص والتي تشكل تجويف الرطوبة حول العين يمكن استخدامها لإيجاد رطوبة إضافية.

### دواء
يمكن تثبيط حدوث التهاب في الاستجابة لفرط توتر أغشية الدموع بواسطة الستيرويدات الموضعية أو مع مثبطات المناعة الموضعية مثل السيكلوسبورين.  يمكن تخفيض المستويات المرتفعة من مورثة النمو العصبي (NGF) الدمعي مع بريدنيزولون 0,1 ٪.

#### استهلاك السمك وأحماض اوميغا-3 الدهنية
يرتبط استهلاك لحم السمك الداكن الذي يحتوي على الأحماض الدهنية أوميغا-3 الغذائية مع حدوث انخفاض في متلازمة جفاف العين في النساء. هذا الاستنتاج يتماشى مع الآليات البيولوجية المفترضة. وأظهرت الأعمال التجريبية المبكرة على أوميغا-3 نتائج واعدة عند استخدامها موضعيا  أو عندما تعطى عن طريق الفم.

#### ريستاسيس
السيكلوسبورين الموضعي (السيكلوسبورين الموضعي أ، tCSA) 0,05 ٪ المستحلب العيني يعتبر مثبط للمناعة ويتم تسويقه في الولايات المتحدة عن طريق شركة اليرغان تحت الاسم التجاري. ريستاسيس  وموافق عليه كمنتج موصوف طبيا من قبل منظمة الأغذية والعقاقير الأمريكية  في عام 2002, العقاقير تقلل من التهاب السطح. ومن المعتقد أن العمل من خلال تثبيط  مورثات النسخ اللازمة لإنتاج السيتوكين وإنضاج الخلايا اللمفاوية التائية. في محاولة أجريت على 1200 شخص، فإن الرستاسيس يزيد إنتاج الدموع في 15 ٪ من الناس، مقارنة ب 5 ٪ مع العقار الوهمي.
عادة ما يتم غرس 1 gtt (قطرة) من الريستاسيس في كل عين مرتين في اليوم، كل 12 ساعة. لا ينبغي أن تستخدم أثناء ارتداء العدسات اللاصقة خلال الإصابة بالتهاب في العين  أو من قبل الناس ذوي التاريخ المرضي في التهابات فيروس الهربس (الحلأ). الآثار الجانبية  تتضمن الإحساس بحرقان (شائع) واحمرار  وتفريغ والعيون المائية وألم في العين والإحساس بجسم خارجي وحكة ولسع وعدم وضوح الرؤية. ويرتبط الاستخدام طويل الأجل لجرعات عالية من السيكوبورين مع زيادة مخاطر الإصابة بالسرطان .

##### بدائل عامة
تتوفر بدائل عامة أرخص للرستاسيس في بعض البلدان. يتم تسويقها في الهند على أنها سايكلومين من قبل شركة صن للأدوية.

### المحافظة على الدموع
أن هناك أساليب تسمح لكل من الدموع الطبيعية والاصطناعية بالبقاء لفترة أطول.

#### منع تصريف الدموع
يتواجد في كل عين نقطتين  – وهي الفتحات الصغيرة التي تصرف الدموع في القنوات الدمعية  وهناك أساليب لإغلاق القنوات الدمعية جزئيا أو كليا  وهذا يمنع تدفق الدموع إلى الأنف، وبالتالي توفير المزيد من الدموع في العيون.

##### السدادة النقطية
يتم إدخال السدادات النقطية في نقاط الدموع لمنع تصريف الدموع. بالنسبة للأشخاص الذين لم يجدوا الراحة من العين الجافة باستخدام العقاقير فإن السدادات النقطية قد تساعدهم. وهي مخصصة للأشخاص الذين يعانون جفاف العين المتوسط أو الحاد ولم تناسبهم العلاجات الطبية الأخرى.

##### الكي
إذا كانت السدادات النقطية فعالة أو حرارية  أو كهربائية إذاَ يمكن تنفيذ كي النقاط. في الكي الحراري، يتم استخدام مخدر موضعي، ومن ثم يتم استخدام سلك ساخن. هذه الطريقة تقلص الأنسجة في منطقة التصريف وتسبب ندوب مؤدية إلى إغلاق قناة الدموع.

#### العدسات اللاصقة حسب الطلب
الأشخاص الذين يعانون من جفاف العين الشديد يستفيدون من العدسة الصلبوية بوسطن والتي هي العدسات اللاصقة حسب الطلب. الراحة في الصلبة العينية، تنشئ طبقة مليئة بالسائل فوق القرنية وبالتالي منعها من الجفاف.

#### الجراحة
في الحالات الشديدة من التهاب القرنية والملتحمة الجاف، يمكن تنفيذ رفو الترص حيث يتم خياطة الجفون معا جزئيا. وهذا يقلل من الشق الجفني (انفصال الجفن) مما يؤدي إلى تخفيض التبخر في الدموع بشكل مثالي.

## التنبؤ
عادة ما يكون التهاب القرنية والملتحمة الجاف مشكلة مزمنة. التنبؤ به يظهر تباينا كبيرا، اعتمادا على شدة الحالة. معظم المرضي لديهم حالات من معتدلة إلى متوسطة، ويمكن معالجتها عرضيا مع الزيوت. وهذا يوفر الراحة الملائمة من أعراض المرض.
وعندما تكون أعراض العيون الجافة شديدة، فإنها يمكن أن تتداخل مع نوعية الحياة. ويشعر الناس أحيانا بغشاوة على رؤيتهم مع الاستخدام  أو بتهيج حاد  لدرجة أن لديهم مشاكل في الحفاظ على عيونهم مفتوحة  أو أنهم قد لا يكونوا قادرين على العمل أو القيادة.

## الوقاية
لا توجد وسيلة لحيلولة دون التهاب القرنية والملتحمة الجاف. يمكن منع المضاعفات عن طريق استخدام قطرات الترطيب والتزييت والمراهم.

## علم الأوبئة
التهاب القرنية والملتحمة الجاف شائع نسبيا في الولايات المتحدة، وخاصة في المرضى المسنين. وعلى وجه التحديد، فإن الأشخاص الأكثر عرضة للتأثر بجفاف العينين هم الذين أعمارهم 40 أو أكثر.
في حين أن الأشخاص الذين يعانون من أمراض المناعة الذاتية لديهم احتمال كبير لوجود جفاف العينين إلا أن معظم الأشخاص الذين يعانون من العيون الجافة ليس لديهم أحد أمراض المناعة الذاتية. الحالات المثيلة بمتلازمة شوغرن والتهاب القرنية والملتحمة الجاف المقترنة بها أكثر تواجدا وشيوعا في النساء، بنسبة 9:01  وبالإضافة إلى ذلك فإن أشكال أكثر اعتدالا من التهاب القرنية والملتحمة الجاف تكون أيضا أكثر شيوعا في النساء. ويرجع هذا جزئيا إلى التغيرات الهرمونية،  مثل تلك التي تحدث في فترة الحمل والحيض وسن اليأس،  هذه التغيرات الهرمونية من الممكن أن تخفض إنتاج الدموع.
في مناطق معينة العالم حيث سوء التغذية أمر شائع، فإن نقص فيتامين أ علة مشتركة. وهذا أمر نادر الحدوث في الولايات المتحدة.
النزعات العرقية ليست موجودة لهذا المرض.

## الظهور في الحيوانات
فيما بين الحيوانات، يحدث التهاب القرنية والملتحمة الجاف في الكلاب والقطط والخيول.

### الكلاب
التهاب القرنية والملتحمة الجاف شائع في الكلاب. وتحدث معظم الحالات بسبب استعداد وراثي، ولكن التهاب الملتحمة المزمن والحمى الكلبية والعقاقير مثل سولفاسالازين سلفوناميد-ترايميثوبرايم، تتسبب أيضا في حدوث المرض. وتشمل الأعراض احمرار العين وتصريف إفرازات صفراء أو مخضرة وتقرح في القرنية والقرنية المصطبغة والأوعية الدموية على القرنية. يتم التشخيص عن طريق قياس إنتاج الدموع باختبار الدموع شيرمر. إذا كان إنتاج الدموع أقل من 15 ملليمترا في الدقيقة تكزن الحالة غير طبيعية.
بدائل الدموع هي الدعامة الأساسية للعلاجات، لذا يفضل أن تحتوي على ميثيل السليلوز أو ميثيل كربوكسي السليلوز. يحفز السيكلوسبورين إنتاج الدموع ويقوم بدور المثبط في العمليات المناعية-المتوسطة التي تسبب المرض. أحيانا يتم استخدام المضادات الحيوية الموضعية والستيرويدات القشرية (كوتيزون) لعلاج الإصابات الثانوية والالتهابات. يتم استخدام الجراحة المعروفة باسم تبديل القناة النكفية في بعض الحالات القصوى التي لم يساعد بها العلاج الطبي. عمليات إعادة توجيه القناة من الغدة اللعابية النكفية في العين. ليستبدل اللعاب بالدموع. وينبغي أن يتم معالجة الكلاب التي تعاني من العين الكرزية لتفادي هذا المرض.
السلالات الشائعة المتضررة تشمل ما يلي:
- كلب الملك شارل الفارس السبنيلي
- كلب البلدغ
- الكلب الصيني شار بي
- لاسا أبسو
- شيه تزو
- كلب المرتفعات الغربية تيرييه الأبيض
- كلب البج
- الكلب البوليسي
- كوكر السبنيلي
- الكلب البكيني
- كلب بوسطن
- سشانزر مصغر
- سامويد [28]

### القطط
التهاب القرنية والملتحمة الجاف غير شائع في القطط. معظم الحالات فيما يبدو يكون سببها التهاب الملتحمة المزمن، خاصة الثانوية الفيروسة الهربسية في القطط. أو استخدام بعض العلاجات كالأدوية التي تحتوي على مادة السلفا. التشخيص والأعراض والعلاج في القطط مشابهة لتلك في الكلاب.

## قراءات إضافية

### للمرضى
- Maskin، Steven L. (28 مايو 2007). Reversing Dry Eye Syndrome:عكس اتجاه متلازمة العين الجافة : الطرق العملية لتحسين راحتك والرؤية والشكل. صحافة جامعة ييل. ISBN:978-0300122855. مؤرشف من الأصل في 2015-01-03.
- Latkany، Robert (3 أبريل 2007). لعلاج جفاف العين : الدليل الكامل لاستعادة صحة وجمال عينيك. صحافة هاثرلايت. ISBN:978-1578262427. مؤرشف من الأصل في 2013-02-01.
- Patel، Sudi (10 أبريل 2003). جفاف العين : نهج عملي. بتروورث-هينيمان. ISBN:978-0750649780. مؤرشف من الأصل في 2012-09-26. {{استشهاد بكتاب}}: الوسيط author-name-list parameters تكرر أكثر من مرة (مساعدة)

### للأطباء السريريين
- Geerling، Gerd (يونيو 2008). عملية جراحية لجفاف العين : الأدلة العلمية والمبادئ التوجيهية للإدارة السريرية للجفاف العين المرتبطة بالأمراض السطحية العينية. S. Karger AG  [لغات أخرى]‏. ISBN:978-3805583763. مؤرشف من الأصل في 2011-11-04. {{استشهاد بكتاب}}: الوسيط author-name-list parameters تكرر أكثر من مرة (مساعدة)صيانة الاستشهاد: علامات ترقيم زائدة (link)
- Asbell، Penny A. (نوفمبر 2006). مرض العين الجافة : دليل الطبيب السريري في التشخيص والعلاج. ناشرون ميديكال ثيم. ISBN:978-1588904126. مؤرشف من الأصل في 2009-09-24. {{استشهاد بكتاب}}: الوسيط author-name-list parameters تكرر أكثر من مرة (مساعدة)

## وصلات خارجية
- حقائق حول القرنية وأمراض القرنية The المعهد الوطني للعيون (نيى)
- متلازمة العين الجافة في خيارات القطاع الوطني للصحة Choices
- موجز العينين: العيون الجافة
- ألم جفاف العين
- كيراتوس -- الجمعية الأوروبية لأمراض العين السطحية والاختلالات الدمعية
- Am.J.Managed Care - مرض العين الجافة: الفيزيولوجيا المرضية والتصنيف والتشخيص
- متلازمة العين الجافة on إي ميديسين

### الحيوانات
- العين الجافة (التهاب القرنية والملتحمة الجاف) من المكتبة الصحية للحيوانات الاليفة
- الجهاز الأنفي والدمعي، ودليل ميرك البيطري